# Драгомирецький Анатолій Михайлович
Драгомирецький Анатолій Михайлович (18 березня 1941, м. Львів — 28 квітня 2011, м. Київ) — український поет, журналіст автор більше сотні популярних пісень, трьох поетичних збірок.

## Біографія
Народився на Львівщині, переїхав до Ужгорода коли батька призначили головним бухгалтером молокозаводу. Там закінчив школу та філологічний факультет Ужгородського університету у 1965. Після навчання був направилений на Буковину вчителем німецької мови, в село Порубне. Після набуття популярності пісні «Очі волошкові» був запрошений жуналістом у газету «Молодь України».
Помер у Києві 28 квітня 2011 року. Похований в Ужгороді, на цвинтарі Кальварія, поруч з могилою батьків.

## Творчість
На вірші поета писали пісні багато відомих композиторів, їх виконували найпопулярніші співаки.

## Вибрані твори
- «Василина» (муз. І. Поповича) — І. Попович
- «Вікна» (муз. Л. Дутковського) — Д. Степановський; Н. Яремчук
- «Гей, Васильку» (муз. С. Сабадаша) — Л. Михайленко
- «Гей, тумани» (муз. К. Мяскова) — А. Мокренко
- «Гори, моя ватро» (муз. Ю. Клока) — І. Мацялко
- «Горицвіт» (муз. М. Мозгового) — Н. Шестак
- «Дівчина-вивірка» (муз. І. Поповича) — І. Попович
- «Жива вода» (муз. Л. Дутковського) — ВІА «Смерічка»; С. Ротару;  ансамбль «Гуцулочки»
- «Зависока мила» (муз. В. Шабашевича) — ансамбль «Марічка»
- «Закарпаття моє» (муз. І. Поповича) — І. Попович
- «Завія» (муз. В. Тарамана) — Т. Кочергіна
- «Золотоволоска» (муз. В. Івасюка) — Н. Яремчук
- «Люблю тебе» (муз. Р. Бабича) — В. Удовиченко; М. Гнатюк
- «Мамо, які в мене очі» (муз. К. Мяскова) — В. Турець
- «Ой, Іване» (муз. В. Толмачова) — Т. Міансарова; гурт «Мальви»
- «Очі волошкові» (муз. С. Сабадаша) — Є. Савчук (перше виконання); Д. Гнатюк; О. Скачко; О. Василенко
- «Синочки мої, соколята» (муз. М. Степаненка) — В. Купріна; ансамбль «Ясмин»
- «Стоять тополі» (муз. Н. Андрієвської) — К. Огнєвий; Р. Кириченко
- «Суниці» (муз. П. Дворського) — І. Братущик; П. Дворський
- «Усмішка /Посміхнулась ти/» (муз. Л. Дутковського) — ансамбль «Гуцулочки»; Н. Яремчук
- «Хлопці кучеряві» (муз. Р. Бабича) — А. Кудлай
- «Чарівниця» (муз. М. Степаненка) — В. Луців